# شراب آرژانتینی

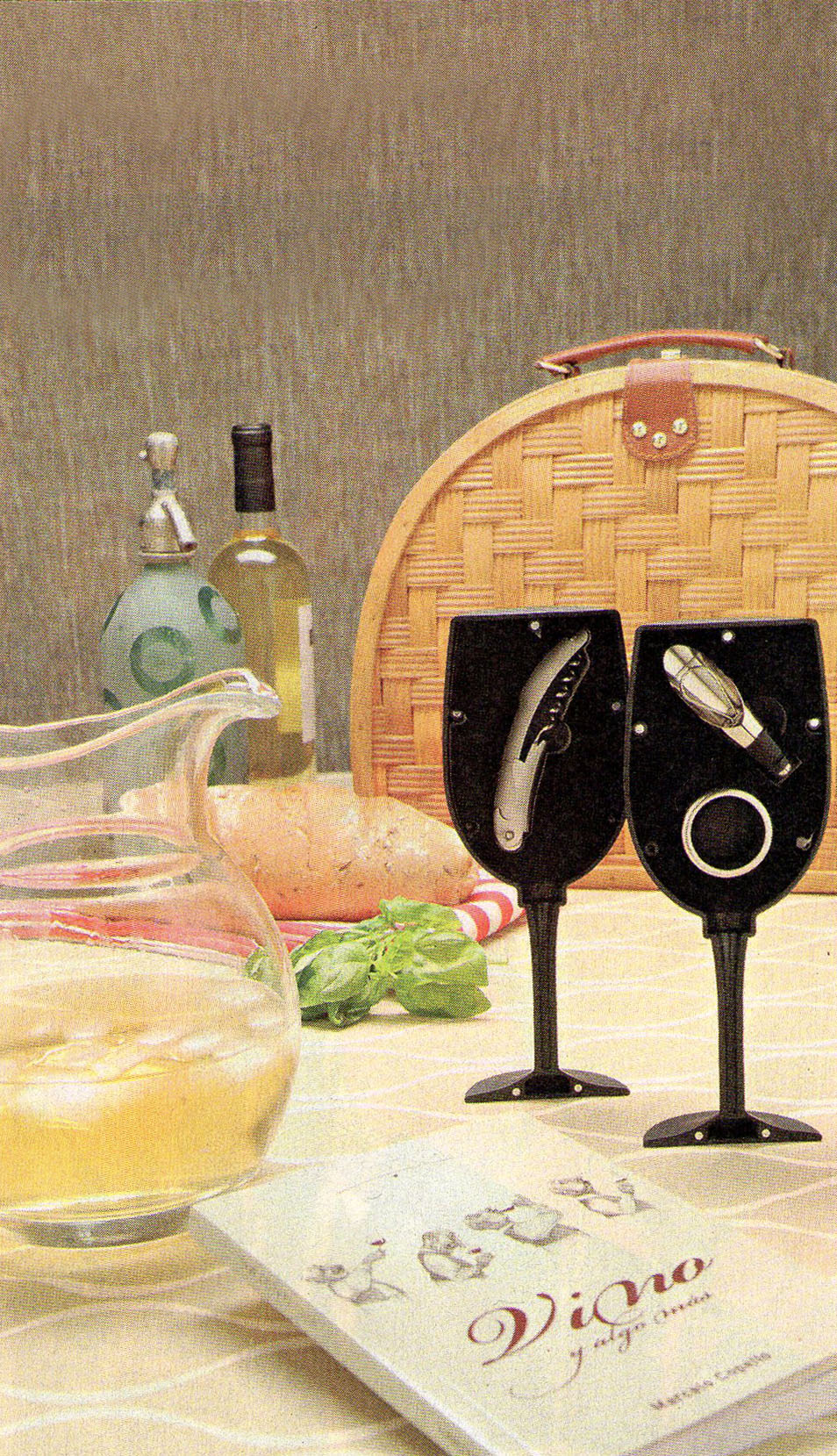
شراب سفید آرژانتینی

آرژانتین پنجمین تولیدکننده شراب در جهان است. شراب آرژانتینی، همانند بعضی از انواع غذاهای آرژانتین، در اسپانیا ریشه دارد. در طول استعمار اسپانیا در قاره آمریکا، قلمه‌های انگور در سال ۱۵۵۷ به سانتیاگو دل استرو آورده شد و کشت تولید انگور و شراب ابتدا به مناطق نزدیک و سپس به سایر نقاط کشور گسترش یافت. شراب آرژانتینی به‌طور عمده و به‌طور سنتی در استان‌های مندوزا، سان خوان، سالتا، لا ریاکا، کوردوبا، کاتامارکا تولید می‌شود و در دهه‌های گذشته آنها در ریو نگرو، بوئنوس آیرس، سانتافه و مناطق دیگر توسعه یافتند.
شراب نوشیدنی ملی آرژانتین است. آرژانتین بزرگترین تولیدکننده شراب در آمریکای لاتین و یکی از تولیدکنندگان بزرگ جهان است؛ و همچنین نهمین صادر کننده بزرگ جهان است. کیفیت شراب آرژانتین در سال‌های اخیر رشد کرده‌است و در بازار جهانی به فروش رسیده‌است: در سال ۲۰۱۰ فروش خارج از کشور به ۶۵۰ میلیون دلار رسیده‌است که نشان دهنده افزایش ۱۹ درصدی نسبت به سال ۲۰۰۹ است.

## ویژگی
وسعت کشت انگور در آرژانتین در سال ۲۰۱۶، ۵۳۸٬۰۷۱ هکتار محاسبه شده‌است و تولید شراب در سال ۲۰۰۳، ۱٬۳۰۰٬۰۰۰ کیلو لیتر بود، حجم صادرات ۱۸۰٬۰۰۰ کیلو لیتر بود و ارزش صادرات ۱۹۹ میلیون دلار بود. آرژانتین از جنبه تولید انگور، در سال ۲۰۱۳ ششمین کشور بزرگ جهان شناخته شد و از جنبه تولید شراب، پنجم در جهان بود.

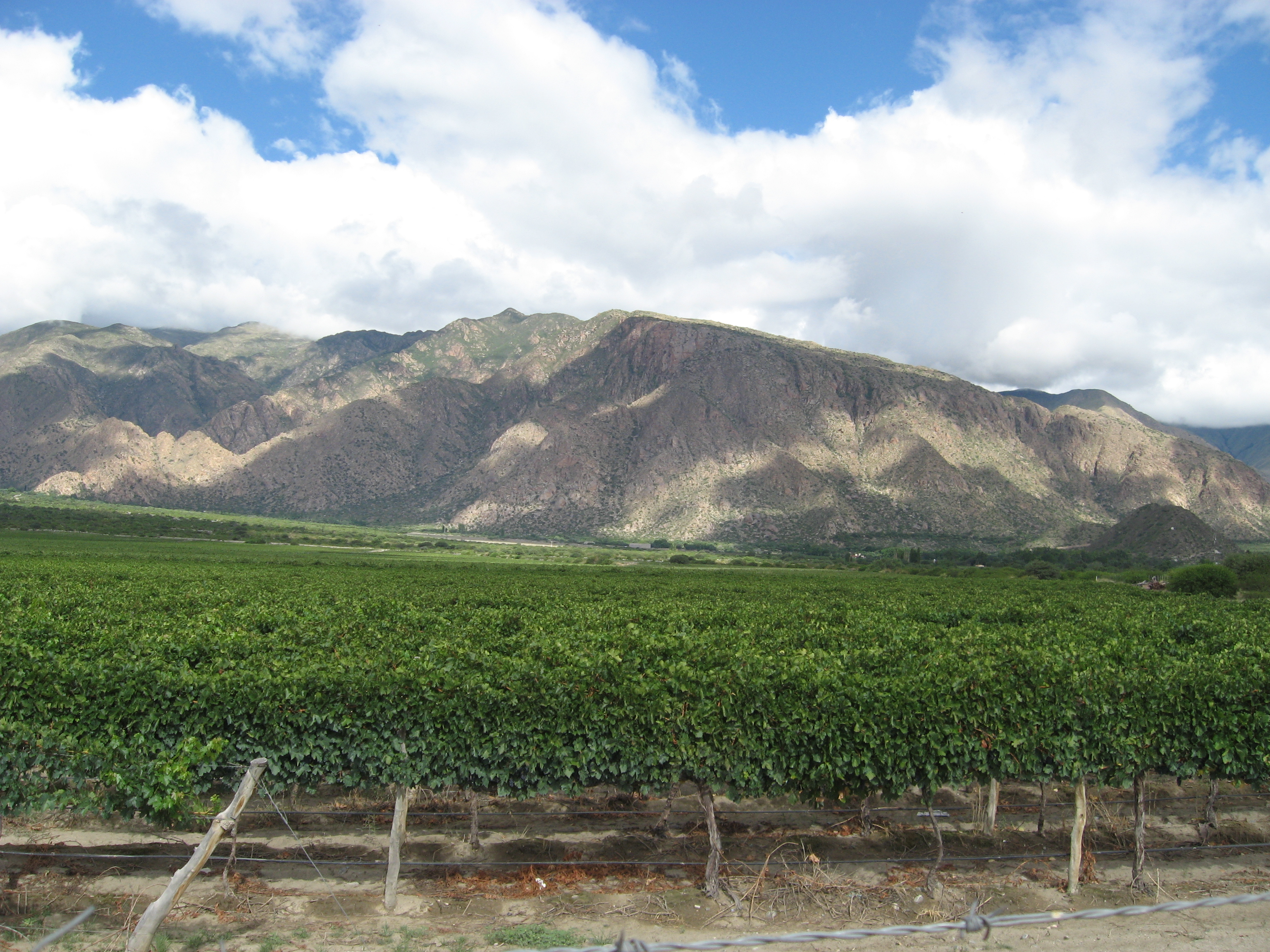
یک تاکستان در آرژانتین

با توجه به ارتفاع زیاد و رطوبت پایین مناطق تولیدکننده اصلی شراب، تاکستان‌های آرژانتین به ندرت با مشکلات حشرات، قارچ‌ها، کپک‌ها و دیگر بیماری‌های انگور که بر روی تاکستان‌های کشورهای دیگر تأثیر می‌گذارد، روبرو هستند. این ویژگی جغرافیایی اجازه می‌دهد تا کشت با کمترین یا هیچ گونه آفت کش‌ها انجام شود. محصولات ارگانیک از محافظت انگوره با آفت کش‌های کم یا بدون آن و دیگر آلودگی‌های احتمالی، شهرت شایسته‌ای به شراب آرژانتینی در خارج از کشور داده‌است. بسیاری از محصولات با روش‌های هوشمندانه آبیاری می‌شود؛ مانند: کانال‌های سنتی (کانال‌های آبیاری ناشی از ذوب یخ خالص)، از طریق سدها یا استفاده از آبیاری قطره ای. در واقع، بسیاری از تولید شراب در منطقه آند آرژانتین است که برتری خود را از طبیعت برای آبیاری با آب تازه که اغلب این منشأ از یخبندان است، بدست آورده‌است. این وضعیت سبب می‌شود که انگور مواد مغذی خود را در خود متمرکز کند.

## نوشیدنی ملی
شراب آرژانتینی، یک نماد برای آرژانتین در جهان است و افتخار آرژانتین است که در بازار داخلی همان شراب‌هایی را که صادرات می‌کنند توزیع می‌شود و برند این کشور را در تمام قاره‌ها معتبر می‌دانند، در روز ۲۴ نوامبر ۲۰۱۰٫۵ در تاریخ ۳ ژوئیه ۲۰۱۳، ریاست جمهوری فرمان انتخاب شراب آرژانتینی به عنوان نوشیدنی ملی را صادر کرد و نمایندگان مجلس ملی قانون مصارف شراب ملی را تصویب کرد که تحت شماره ۲۶۸۷۰ اعلام شد. هدف این لایحه این بود تا شراب آرژانتینی به عنوان یک میراث فرهنگی توسعه یابد و نه فقط به عنوان یک نوشیدنی الکلی.